# 그란차코

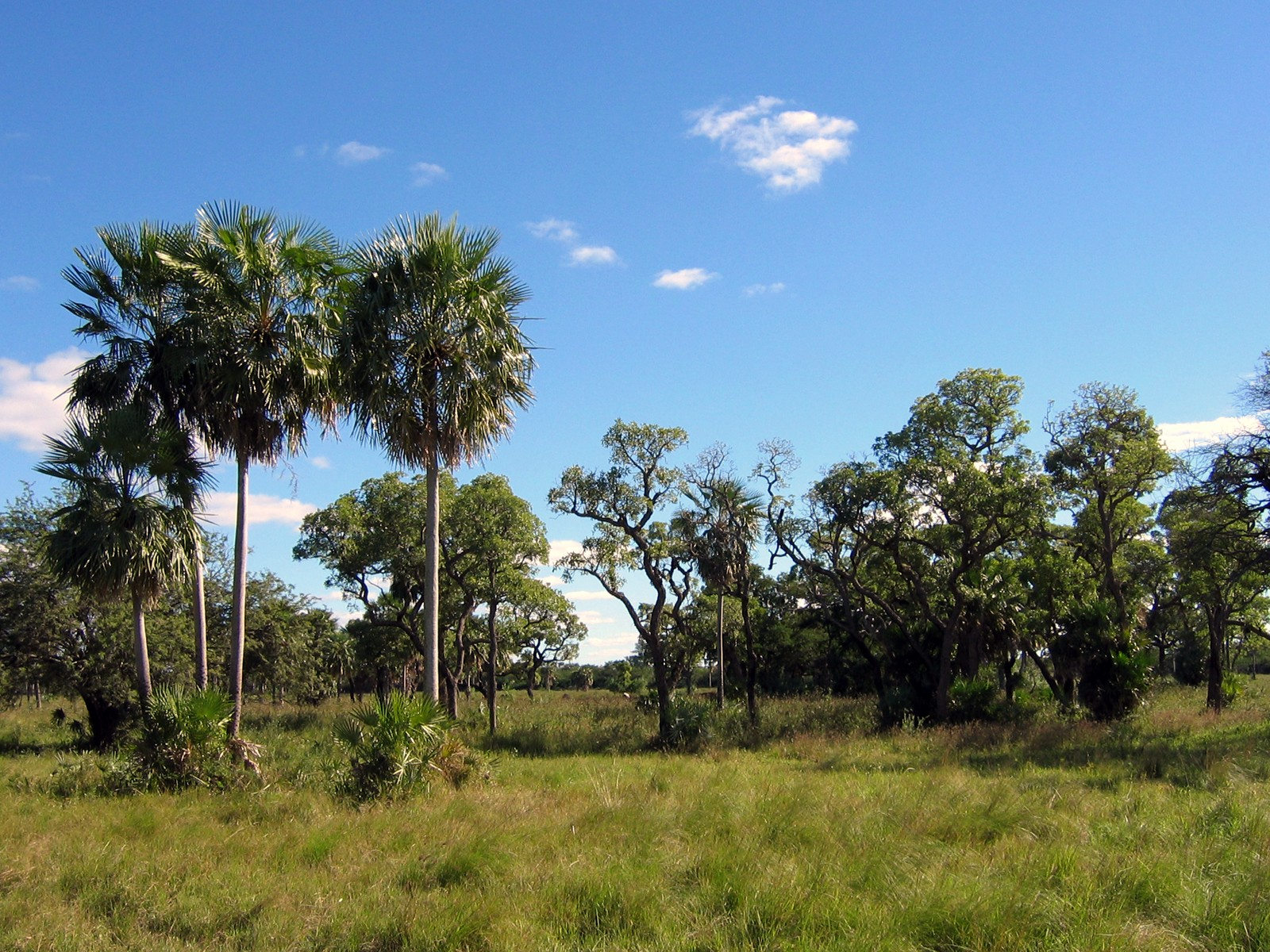
파라과이령 그란차코의 모습

그란차코(스페인어: Gran Chaco)는 남아메리카 라플라타 분지의 인구가 희박하고, 매우 덥고 건조한 저지대 지역을 말한다. 볼리비아, 파라과이, 아르헨티나, 브라질에 걸쳐 있다. 차코(chaco)는 케추아어로 사냥의 땅을 의미한다. 면적은 대략 647,500 km2로, 파라과이강의 서쪽, 안데스산맥의 동쪽에 위치한다. 서부 산지에 가까운 부분(Alto Chaco)은 매우 건조하고 식물도 부족하지만, 동부(Bajo Chaco)는 식물이 많이 우거져 있다.
계절에 따라 건조하거나 습한 기후를 띤다. 주로 목화를 재배하고 가축을 방목한다. 간간히 아열대 우림, 관목림, 습지가 자리잡고 있으며 수많은 식물과 동물의 서식지이다.

## 역사
과거 그란차코에는 다양한 하위 집단으로 이루어진 과이쿠루(Guaycuru)라는 유목민이 살았는데, 이들은 16세기부터 20세기 초까지 유럽인들에 저항하며 전투 민족으로 알려졌다. 1810년부터 그란차코는 독립한 볼리비아, 파라과이, 아르헨티나 간의 영토 분쟁 지역이었다. 이후 이 지역에 석유가 있다는 추정이 나오자 볼리비아와 파라과이가 제각각 영유권을 주장하기 시작했고, 결국 1930년대 두 국가 간에 차코 전쟁이 발발하였다. 그러나 2012년 소규모 석유가 발견되기 전까지 이 지역에서 유의미한 천연자원은 나오지 않았다. 20세기 초에는 메노나이트 이민자들이 캐나다, 소련 등으로부터 건너와 정착했다. 오늘날 그란차코에는 900만 명 정도의 인구가 아르헨티나, 볼리비아, 브라질에 걸쳐 고르게 거주하고 있으며, 10만 명 정도는 파라과이에 거주한다.

## 행정 구역
- 아르헨티나: 차코주, 코르도바 주, 포르모사주, 살타주, 산타페주, 산티아고델에스테로주, 투쿠만주
- 볼리비아: 베니 주, 추키사카 주, 산타크루스 주, 코차밤바 주, 타리하 주
- 파라과이: 알토파라과이 주, 보케론 주, 프레시덴테아예스 주
- 브라질: 마투그로수두술주

## 같이 보기
- 차코 전쟁